# Tavernes de la Valldigna
Tavernes de la Valldigna, en valencien et officiellement,, est une commune d'Espagne de la province de Valence dans la Communauté valencienne. Elle est située dans la comarque de la Safor et dans la zone à prédominance linguistique valencienne.

## Géographie

Localisation de Tavernes de la Valldigna
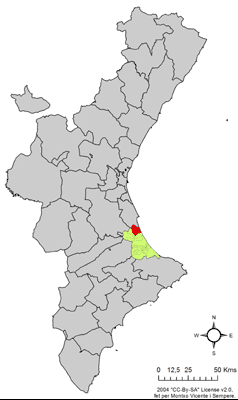
dans la Communauté valencienne.
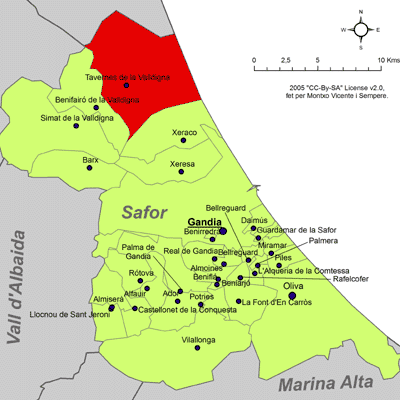
dans la comarque de la Safor.

### Localités limitrophes
Le territoire communal de Tavernes de la Valldigna est voisin de celui des communes suivantes :
Alzira, Cullera, Favara, Benifairó de la Valldigna et Xeraco toutes situées dans la province de Valence.
| Alzira, Favara            | Favara, Cullera          | Cullera, Méditerranée |
| Benifairó de la Valldigna | Tavernes de la Valldigna | Méditerranée          |
| Benifairó de la Valldigna | Xeraco                   | Xeraco, Méditerranée  |

## Histoire
- Site archéologique néandertalien de la grotte de Bolomor.

## Démographie
| 5.771 | 6.529 | 7.990 | 9.061 | 9.563 | 10.249 | 11.411 | 12.168 | 12.890 | 13.962 | 15.597 | 16.062 | 16.412 | 16.803 | 17.988 |

## Administration
Liste des maires, depuis les premières élections démocratiques.
| Législature | Nom du Maire                 | Parti politique    |
| ----------- | ---------------------------- | ------------------ |
| 1979-1983   | Eduard Bononad               | PCE                |
| 1983-1987   | Eduard Bononad               | PCE                |
| 1987-1991   | Josep Escrihuela             | PSPV-PSOE          |
| 1991-1995   | Eduard Bononad/Joaquim Altur | EUPV               |
| 1995-1999   | Eugenio Perez Mifsud         | PP                 |
| 1999-2003   | Eugenio Perez Mifsud         | PP                 |
| 2003-2007   | Eugenio Perez Mifsud         | PP                 |
| 2007-2011   | Manolo Vidal                 | PP                 |
| 2011-2015   | Jordi Juan i Huguet          | Coalició Compromís |
| 2015-       | Jordi Juan i Huguet          | Coalició Compromís |

### Sources
- (es) Cet article est partiellement ou en totalité issu de l’article de Wikipédia en espagnol intitulé « Tabernes de Valldigna » (voir la liste des auteurs).
- (es) Varaciones de los municipios de España desde 1842, Ministerio de administraciones públicas, octobre 2008, 364 p. (lire en ligne) [PDF]